# Federația Revoluționară Armeană
Federația Revoluționară Armeană (FRA) (în limba armeană (vestică):Հայ Յեղափոխական Դաշնակցութիւն, Hai Heghapokhagan Tașnagțutiun, ՀՅԴ, HYD; (estică): Հայ Յեղափոխական Դաշնակցություն; Hai Heghapokhakan Dașnakțutiun HYD), cunoscută și ca Tașnagțoutioun (Դաշնակցութիւն) ori Dașnakțutiun (Դաշնակցություն), este un partid politic naționalist de stânga fondat în Tiflis, Imperiul Rus (acum Tbilisi, Georgia) în 1880 de către Christapor Mikaelian, Stepan Zorian și Simon Zavarian.. Partidul își desfășoară activitatea în Armenia, Nagorno-Karabah și în statele în care diaspora armenească este prezentă, de exemplu în Liban, unde este reprezentat în Parlamentul Libanului.
FRA este de orientare socialistă, fiind membru cu drepturi depline al Internaționala Socialistă din 2003, după ce a aderat la mișcare încă din 1907. FRA este partidul cu cei mai mulți membri din diaspora, având filiale în peste 20 de țări. Prin comparație cu alte partied armenești, care își concentrează activitatea în special în domeniile educației și proiectelor umanitare, FRA este puternic orientat politic și a fost în mod tradițional unul dintre cei mai importanți sprijinitori ai naționalismului armenesc. Partidul militează pentru recunoașterea genocidului armenilor și pentru dreptul la reparații. De asemenea, partidul militează pentru crearea Armeniei Mari, idee bazată pe prevederile tratatului de la Sèvres din 1920.
FRA a devenit activă din punct de vedere politic în Imperiul Otoman în ultimul deceniu al secolului al XIX-lea, având ca scop unificarea și efectuarea de reforme a diferitelor grupuri de armeni, precum și apărarea comunităților lor împotriva masacrelor. Membrii FRA au format grupuri de fedaini, care să apere cu arma comunitățile de civili[β]. De asemenea, dașnakii au militat pentru scopul suprem al creării unei „Armenii libere, independente și unite”, având însă și o abordare pragmatică, care urmărea obținerea autonomiei.
În 1917, Federația Revoluționară Armeană a fost una dintre forțele politice care au proclamat Republica Democrată Armeană, un stat efemer, care a căzut sub dominația sovietică în 1920. După ce conducerea sa a fost exilată de comuniști, FRA s-a stabilit în rândul comunităților armene din diaspora, unde i-a ajutat pe armeni să își păstreze identitatea culturală. După prăbușirea Uniunii Sovietice, partidul și-a reluat activitatea legală în Armenia și a devenit un partid important de opoziție în parlament. Pentru o scurtă perioadă de timp, mai înainte de alegerea lui Serj Sargsyan în funcția de peședinte al Armeniei, FRA a participat la un guvern de coaliție.

## Începuturile

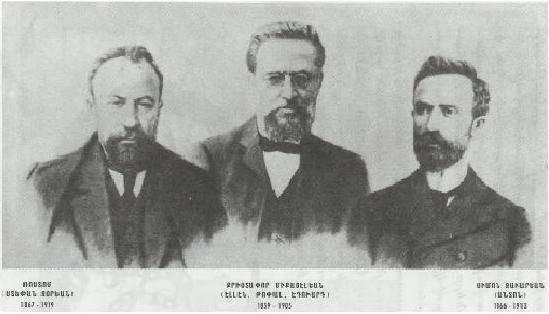
Fondatorii FRA (de la stânga la dreapta): Stepan Zorian, Christapor Mikaelian și Simon Zavarian

La sfârșitul secolului al XIX-lea, mici grupuri armenești au început să activeze în Europa Răsăriteană și Imperiul Rus în favoarea aplicării de reforme în regiunile populate de armeni din Imperiul Otoman. În 1890, Christapor Mikaelian, Simon Zavarian și Stepan Zorian au ajuns la concluzia că toate aceste grupuri trebuie unite și e nevoie de o un nou partid politic, pe care aveau să-l numească „Federația Revoluționarilor Armeni” (în armeană Հայ Յեղափոխականների Դաշնակցութիւն, Hay Heghapokhakanneri Dashnaktsutyun), care avea să se transforme în cele din urmă în „Federația Revoluționară Armeană” sau „Dashnaktsutiun”
Partidul Social Democrat Hunchakian a fost de acord la un moment dat să se alăture federației, a cărei orientare politică era socialistă. Până în acele din umră, PSDH a renunțat la aderare, motivând că linia politică a FRA nu este suficient de marxistă. Obiectivul inițial al FRA a fost obținerea autonomiei teritoriilor locuite de armeni în Imperiul Otoman. Partidul a început să-și organizeze filialele în Imperiul Otoman în ultimii ani ai secolului al XIX-lea, iar prima întâlnire importantă a delegaților partidului a avut loc în Tiflis, Imperiul Rus, în 1892. În cadrul acestei întâlniri a fost adoptată o strategie a descentralizării acțiunii filialelor – acestea erau autorizate să își planifice și înfăptuiască propriile acțiuni politice, funcția de circumstanțele locale. Obiectivul declarat al partidului era formarea unei societăți bazate pe principiile democratice ale libertății de întrunire, a cuvântului, religioasă și pe înfăptuirea reformei agrare

### Imperiul Rus
FRA a câștigat treptat simpatia și sprijinul armenilor din Imperiul Rus. Datorită orientării antiotomane, FRA s-a bucurat și de sprijinul autorităților centrale ruse, dat fiind faptul că, cel puțin până în 1903, politica externă țaristă și cea a federației au fost foarte asemănătoare. Pe 12 iunie 1903, autoritățile de la Sankt Petersburg au emis un decret prin care toate proprietățile Bisericii Armenești erau trecute sub controlul imperial. FRA s-a opus cu hotărâre acestui decret, care amenința după părerea militanților partidului înșăși existența națională a armenilor. Ca urmare, FRA a reacționat prin plasarea membri ai milițiilor pentru paza bisericilor și organizarea unor demonstrații demasă.
În 1905-1906 au izbucnit confruntări violente armeano-azere, în timpul cărora FRA s-a implicat pentru prima oară în activități armate. Unele surse pretend că guvernul rus a incitat la violențe interetnice pentru a-și întări autoritatea în timpul crizei revoluționare din 1905. Pentru prima oară, violențele interetnice au izbucnit în Baku în februarie 1905. FRA au considerat că autoritățile ruse au fost responsabile prin lipsa de reacție, sau de-a dreptul au instigat la atacuri împotriva comunităților de armeni. Pe 11 mai 1905, dașnakul Drastamat Kanayan l-a asasinat pe guvernatorul general Mihail Nakașidze, care fusese considerat de către armeni principalul instigator la confruntarea armeano-azeră. Burghezia armeană, care se simțea neprotejată din punct de vedere politic și economic de forțele guvernamentale, s-a orientat spre FRA pentru protecție. Liderii dașnaki afirmau că, dată fiind discriminarea angajaților armeni în cadrul întreprinderilor nearmene, burghezia națională era esențială pentru asigurarea locurilor de muncă pentru lucrătorii de etnie armeană. Reprezentantul special al împăratului Rusiei în Caucaz, Illarion Voronțov-Dașkov, afirma în rapoartele sale că FRA este unul dintre responsabilii principali pentru pierderile de vieți omenenști în confruntările interetnice. Pe de altă parte, liderii FRA declarau că ei sunt responsabili pentru organizarea autoapărării populației armene împotriva atacurilor musulmanilor. În același timp, loviturile primite din partea milițiilor dașnake a reperzentat un catalizatori al întăririi comunităților musulmane din Caucaz. În acea perioadă istorică, FRA a privit activitatea militară, inculusiv terorismul, ca fiind necesară pentru atingerea scopurilor ei politice..
159 de membri ai FRA – juriști, bancheri, negustori, intelectuali – au fost puși sub acuzare în fața Senatului Rusiei în ianurie 1912 pentru apartenența la Federație. Ei au fost apărați de avocatul Alexandr Kerenski, (viitorul premier al guvernului provizoriu din 1917). Acesta a pus la îndoială cele mai multe dintre dovezile aduse în process, afirmând că „investigatorii originali au fost încurajați de către administrația locală să folosească orice mijloace posibile” pentru condamnarea acuzaților.
Kerenski a reușit să obțină reexaminarea dovezilor aduse împotriva unora dintre acuzați. Împreună cu alți câțiva colegi avocați, el a făcut o serie de declarații presei, care nu avusese acces în sălile de judecată, iar senatorii au fost puși într-o situație foarte neplăcută. În cele din urmă, Senatul a deschis o anchetă împotriva magistratului care i-a pus sub acuzație pe cei 159 și a ajuns la concluzia că el este lipsit de discernământ. 94 dintre acuzați au fost achitați, iar restul au fost închiși sau exilați pentru diferite perioade de timp, cea mai severă pedeapsă fiind de șase ani.

### Imperiul Persan

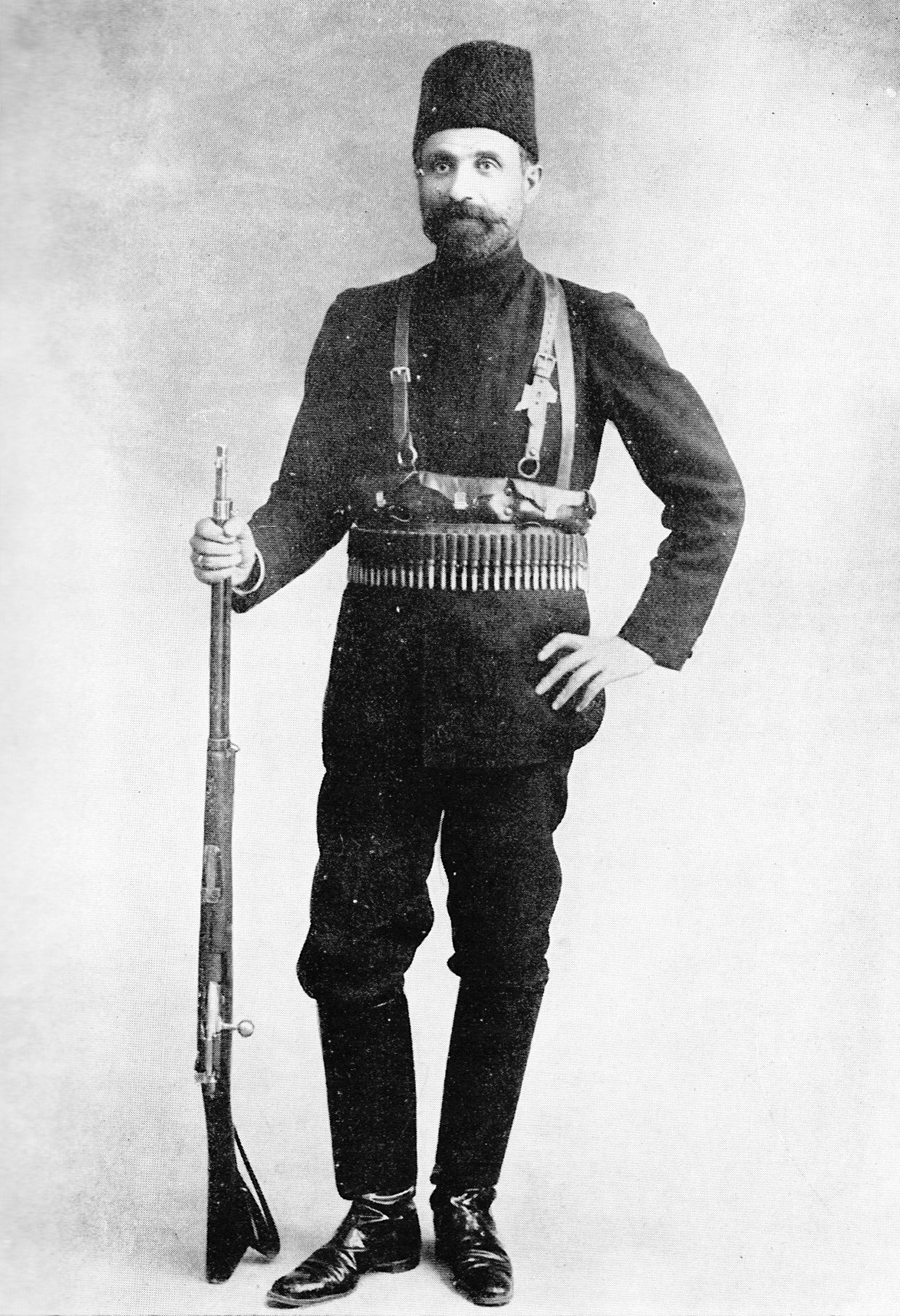
Armeanul Yeprem Khan, lider revolutionar și erou national al Iranului

Delegații FRA s-au întâlnit în ceea ce a fost considerat al Patrulea Congres Genral pe 26 aprilie 1907. Delagați precum Aram Manukian, Hamo Ohanjanyan și Stepan Stepanian au adus în discuție implicarea lor în Revoluția Constituțională Persană . Delegații au ajuns la concluzia că mișcarea este una care are componente politice, ideologice și economice, care urmărește întărirea legii și ordinei, apărarea drepturilor omului și este în interesul oamenilor muncitori. Revoluția apăra astfel și interesele armenilor din Iran.
Între 1907 și 1908, în perioada în care Junii Turci ajungeau la putere în Imperiul Otoman, armenii din Caucaz, Armenia Occidentală și Iran au început să coloaboreze cu revoluționarii și constituționaliștii iranieni. Partidele politice, printre acestea și Dashnaktsutiun, doreau să înfluențeze revoluția spre o democrație mai profundă și pentru apărarea drepturilor deja câștigate. Contribuția FRA a fost în primul rând militară. Federația a trimis o serie de fedaini renumiți în Iran, după ce campania de gherilă din Imperiul Otoman s-a închiat cu venirea la putere a Junilor Turci. Yeprem Khan, un armean originar din Iran, a fost unul dintre membrii de frunte ai FRA, el înființând o filială locală a Federației în Iran. Yeprem Khan a fost un actor principal în Revoluția Constituțională din Iran. După ce parlamentul iranian a fost bombardat de ruși, Yeprem Khan s-a aliat cu Sattar Khan și alți conducători revoluționari împotriva lui Mohammad Ali Shah Qajar.. Realțiile dintre Sattar Khan și FRA au variat foarte mult, de la colaborare la relații încordate. În ciuda acestor fapte, FRA a colaborat cu el și, împreună, au câștigat o serie de victorii importante, printre acestea aflânduse cucerirea orașului Rasht în februarie 1909. La sfârșitul lunii iunie 1909, revoluționarii au ajuns la Teheran și, după mai multe lupte, au preluat controlul asupra Parlamentului și a moscheii Sepahsalar. Yeprem Khan a fost numit mai apoi comandantul poliției capitalei. Numirea a provocat apariția unor tensiuni între Khan și FRA.
`

### Imperiul Otoman

#### Perioada Abdul Hamid (1894-1908)
FRA a devenit una dintre cele mai importante forte politice din cadrul comunității armenești. Federația a fost activă în mod special în Imperiul Otoman, unde a avut filiale bine organizate, care s-au implicat în numeroase activități revoluționare. În 1894, FRA a luat parte la mișcarea de rezistență din regiunea Sasun, oferind arme populației locale pentru a se autoapăra împotriva epurărilor din timpul domniei lui Abdul-Hamid al II-lea. În iunie 1896, Partidul Liberal Democrat Armean (Armenakan) a organizat apărarea orașului Van, pe care soldații trupelor neregulate „hamidiye” (cavaleriști kurzi, turci, turkmeni și iuruci) se pregăteau să îl atace. Armenakan și aliații lor Hunchakian, (care erau cu toții membri ai FRA), au trimis în zonă toți luptătorii înarmați pe care i-au putut mobiliza, pentru a-i apăra pe civili de posibilile masacre.

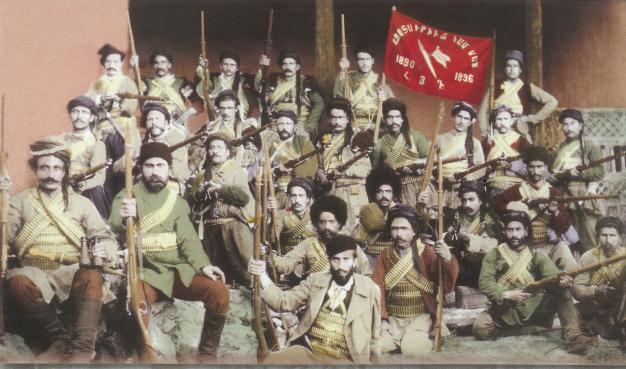
Grup de fedaini luptând sub drapelul FRA. Textul în limba armeană este „Libertate sau moarte”

Pentru a face cunoscute masacrele armenilor din 1895–1896, membrii Dashnaktsutiun conduși de Papken Siuni, au ocupat clădirea Băncii Otomane pe 26 august 1896. Scopul acestui raid a fost să facă publice cererile FRA pentru întreprinderea de reforme în regiunile locuite de armeni în Imperiul Otoman și să atragă atenția opiniei publice Europene asupra cauzei lor, dat fiind faptul că europenii erau în relații de afaceri foarte strânse cu această instituție financiară. Operațiunea a captat atenția europenilor, dar a provocat noi masacre comandate sau aprobate tacit de sulganul Abdul Hamid al II-lea.
Expediția de la Khanasor a fost un atac întreprins de milițiile armenilor împotriva tribului kurd Mazrik pe 25 iulie 1897. În timpul defensivei de la Van, tribul Mazrik a prins într-o ambuscadă un detașament armean. Expediția din Khanasor a reprezentat represaliile armenilor împotriva kurzilor. Există armeni care consideră succesul acestui raid ca fiind prima vicotorie împotriva Imperiului Otoman și o sărbătoresc în fiecare an.
Pe 30 martie 1904, FRA a jucat rolul principal în rebeliunea de la Sasun. FRA a trimis grupuri de fedaini înarmați să apere pentru a doua oară regiunea. Printre cei 500 de fedaini participanți la rezistență s-au aflat personaje legendare precum Kevork Chavush, Hrayr Dzhoghk sau Hrayr Djoghk. Fedainii armeni au reușit să țină piept armatei otomane pentru mai multe luni, în ciuda inferiorității numerice și în domeniul armamentului.
În 1905, membrii FRA au organizat o tentativă de asasinare sultanului Abdul Hamid în capitala Imperiului Otoman, Constantinopol (Istanbulul de azi). Atentatul împotriva sultanului a eșuat datorită faptului că sultanul Abdul Hamid al II-lea a întârziat față de programul stabilit. În atentat au murit mai mulți membri ai serviciului secret al sultanului, civili, dar și organizatorul tentativei de asasinare a sultanlui Christapor Mikaelian.

#### Revoluția Junilor Turci (1908-1914)

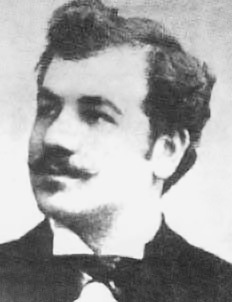
Membrul FRA Karekin Pastermadjian, deputat din Erzurum în Camera Deputaților a Parlamentului Otoman în timpul celei de-a doua Perioade Constituționale

Cele mai mari grupuri revoluționare care au încercat să îl detroneze pe sultanul Abdul Hamid al II-lea au fost Federația Revoluționară Armeană și Comitetul Unității și Progresului, cea de-al doilea fiind o organizație a turcilor educați în Europa.. ARF a recunoscut în cadrul unei adunări din 1907 că revoluționarii armeni și turci au obiective similare. Deși în perioada Tanzimatului fuseseră adoptate o serie de reforme care asiguraseră armenilor mai multe drepturi și accesul în parlament, ARF dorea să câștige autonomia pentru regiunile otomane populate de armeni, care să funcționeze ca un „stat în stat”. „Congresul al II-lea al opoziției otomane” care a avut loc la Paris în 1907 i-a adus la un loc politicieni precum Ahmed Riza (liberal), Sabahheddin Bey sau armeanul Khachatur Maloumian. În timpul acestei întâlniri a fost proclamată o alianță dintre cele două mișcări politice. FRA a decis să coopereze cu Comitetul Unității și Progresului sperând că, odată ajunși la putere, Junii Turci vor acorda autonomia armenilor.
Sultanul Abdul Hamid al II-lea a fost răsturnat de la putere în timpul Revoluției Junilor Turci, cea care avea să marcheze începutul celei de-a doua perioade contituționale otomane. Armenii au primit mai multe locuri în parlamentul din 1908, dar reformele care ar fi asigurat autonomia armenilor nu au fost adoptate. Masacrul din Adana din 1909 a dus la creșterea tensiunii dintre armeni și turci, iar FRA a încetat colaborarea cu Junii Turci în 1912 .

### Primul Război Mondial și genocidul armenilor

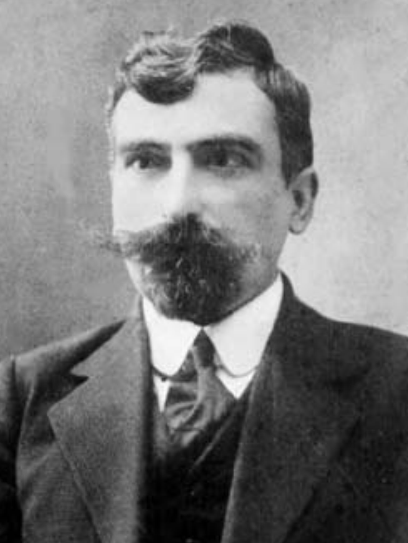
Aram Manukian, unul dintre liderii apărătorilor orașului Van

În 1915, liderii Dashnak au fost deportați sau uciși alături de intelectuali armeni în timpul epurărilor ordonate de oficialii otomani în rândurile comunităților armenești. FRA, care își menținea linia politică a unei „Armenii libere, independente și unite”, a organizat rezistență în timpul a ceea ce a devenit cunoscut ca Genocidul Armean. Astfel, armenii au reușit să apere cu succes orașul Van asediat de turci în 1915. Jevdet Bey, guvernatorul otoman al orașului Van, a încercat să înăbușe rezistența executând doi lideri armeni (Ishkhan și Vramian). De asemenea, el a încercat să îl încarcereze pe Aram Manukian, un alt lider al armenilor locali. Mai mult chiar, guvernatorul a emis un ordin de exterminare a tuturor armenilor și a amenințat să îi execute pe orice musulman care i-ar fi ajutat pe armeni.
În regiunea Vaspurakan locuiau aproximativ 185.000 de armeni, iar în orașul Van cam 30.000. În timpul ofensivei otomane, numeroși armeni din regiunile rurale din jurul orașului s-au refugiat în Van și au participat la luptele de apărare. Luptele au început pe 20 aprilie 1915, cu Aram Manukian organizator al rezistenței, și au durat aproximativ două luni. În mai, mai multe batalioane de armeni și ruși au intrat în oraș și au alungat armata otomană din față Vanului. Dashnaktsutiun a fost implicată și în alte lupte defensive încununate de succes la Zeitun, Shabin-Karahisar, Urfa sau Musa Dagh. După încetarea luptelor de la Van, Aram Manukian a devenit guvernatorul Armeniei Occidentale și a depus eforturi pentru îmbunătățirea situației locuitorilor regiunii.
La sfârșitul Primului Război Mondial, membrii mișcării Junilor Turci considerați responsabili pentru crime împotriva armenilor au fost asasinați de către FRA în timpul Operațiunii Nemesis .

### Republica Armenia (1918-1920)
După colapsului Imperiului Rus în 1917, liderii Armeniei, Georgiei și cei musulmani din Caucaz s-au hotărât să creeze în iarna anului 1918 Federația Transcaucaziană. Tratatul de la Brest-Litovsk a avut implicații grave în ceea ce îi privește pe armeni: forțele turce au reocupat Armenia Occidentală. Federația a rezistat doar trei luni, după care s-a dezintegrat, lăsând locul a trei republici independente – RD Armeană, RD Georgiană și RD Azeră. Negociatorii armeni au fost membri FRA.

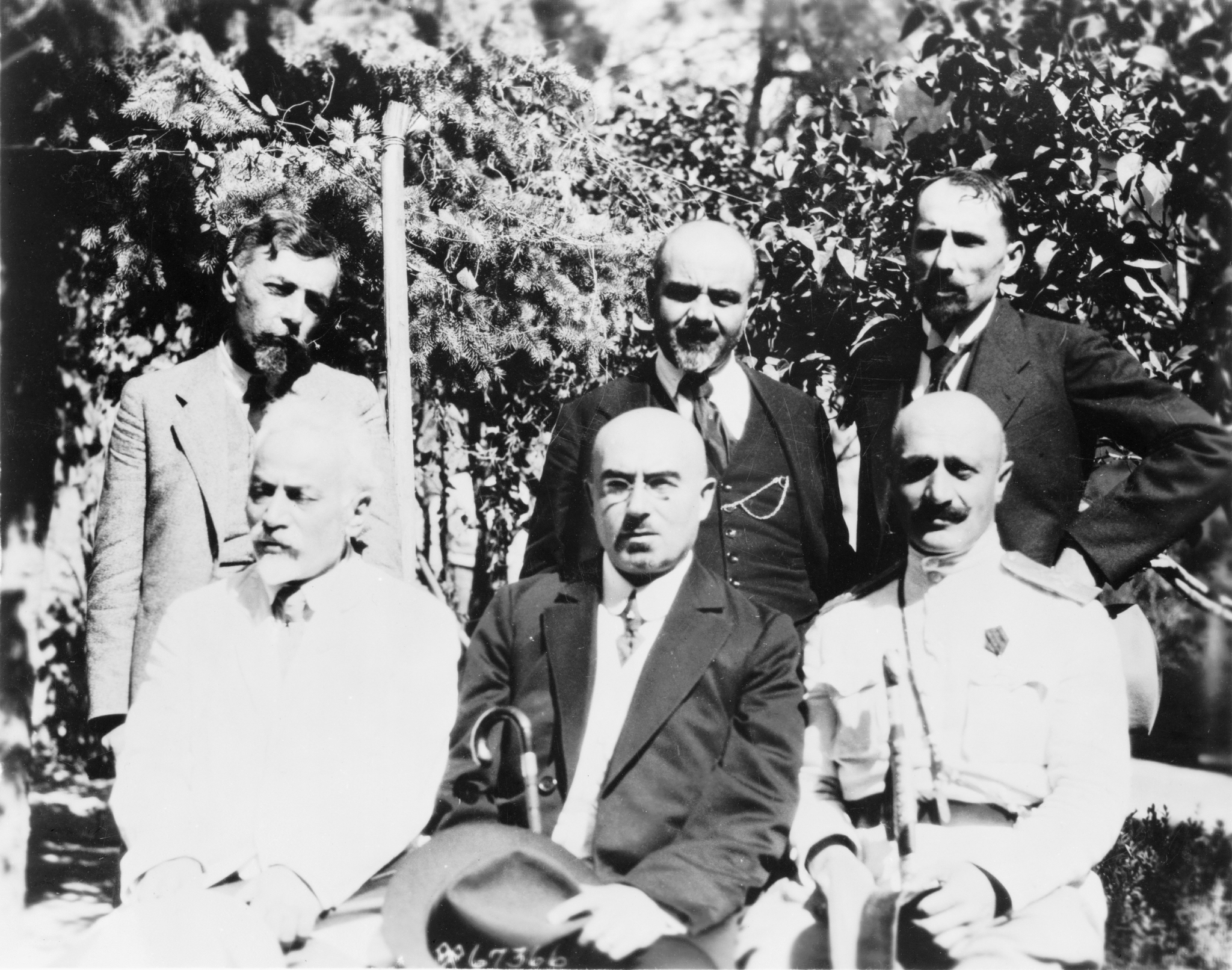
Membrii celui de-a doilea guvern al Armeniei independente, 1 octombrie 1919
jos: Avetik Sahakyan, Alexander Khatisyan, generalul Christophor Araratov.
în picioare: Nikol Aghbalian, A. Gulkandanian, S. Araradian

După dispariția RFD Transcaucaziene, armenii au rămas să facă față de unii singuri amenințării turcilor, care înaintau spre capitala Erevan. La început, temându-se de o înfrângere militară dezastruoasă și de masacrarea civililor, dashnakii au sugerat evacuarea Erevanului. Consiliul militar condus de colonelul Pirumian a hotărât însă că armata va lupta cu turcii, fără să se pună vreo clipă problema capitulării. Cele două armate s-au ciocnit pe 28 mai 1918 lângă Sardarapat. Bătălia de la Sardarapat a fost unul dintre marile succese militare ale Armeniei, care i-a permis să oprească înaintarea forțelor turce. Armenii au reușit să obțină noi victorii la Kara Killisse și Bash Abaran. Republica Democrată Armeană a fost proclamată în aceeași zi cu Victoria de la Sardarapat, iar FRA a devenit forța politică de guvernare. Noul stat era într-o situație foarte grea, cu o economie devastată, cu sute de mii de refugiați și cu o populație amenințată de foamete.
Armenii au încercat sub conducerea generalului Andranik Ozanian să asedieze în mai multe rânduri orașul din Nagorno-Karabah Shusha (numit Shushi de armeni). Chiar mai înainte de semnarea Armistițiului de la Mudros, Andranik se deplasa dinspre Zangezur spre Shusha. Forțele armenilor au ajuns la aproximativ 40 km de oraș, când Imperiul Otoman a semnat armistițiul care pune capăt participării sale la prima conflagrație mondială
. Forțele britanice i-au cerut generalului Andarnik să oprească orice acțiune militară, dându-I acestui asigurări că orice conflict va fi rezolvat în cursul negocierilor de la Conferința de Pace. Andranik a preferat să nu intre în conflict cu britanicii și s-a retras la Gorin.
FRA a controlat practice guvernul RD Armene. Cele mai importante funcții guvernamentale – cea de premier, miniștrii de interne și al apărării – erau deținute de FRA. În ciuda controlului exercitat asupra guvernului, FRA nu a putut face nimic împotriva invaziei bolșevicilor din nord, care a culminat cu preluarea puterii de către aceștia din umră în 1920. După sovietizarea Armeniei, FRA a fost interzisă, liderii săi exilați, iar mulți dintre membrii de rând ai Federației au emigrat în diverse părți ale lumii.

## Exilul
După preluarea puterii în Armenia de către comuniști, liderii FRA au fost exilați, iar dashnakii și-au muta baza de operații în diaspora armeană. Dat fiind fluxul mare de refugiați armeni din Levant, FRA și-a format o structură politică importantă în Liban și de asemenea, la o scară mai redusă, în Siria. În perioada 1921 – 1990, Dashnaktsutiun a înființat structure politice în peste 200 de state, inclusive în SUA, o altă destinație importantă a emigranților armeni. În România și Bulgaria, FRA a fost organizată de Gareghin Njdeh.
Existența filialelor regionale a dus treptat la divizarea politică și mai apoi religioasă a mișcării. O parte dintre credincioșii Bisericii Apostolice Armene au cerut separarea de sub conducerea Patriarhiei de la Echmiadzin RSS Armeană. Unii dintre armenii din SUA au considerat că guvernul de la Moscova ar fi încercat să folosească biserica armenească să promoveze comunismul în lume. Din acest motiv, biserica armenească s-a scindat în două ramuri, Echmiadzină și Ciliciană, care au funcționat în paralel. În SUA, ramura Echmiadzină a Bisericii Apostolice Armene nu primea membri ai FRA în rândurile enoriașilor. Acesta este unul dintre motivele pentru care FRA a sfătuit armenii în vârstă să nu participe la slujbele acestei ramuri a bisericii și, în schimb, a adus pentru serviciul divin din SUA preoții catolicatului din Cilicia, din Liban . În 1933, mai mulți membri ai FRA au fost condamnați pentru asisasinarea arhiepiscopului armean Levon Tourian în New York. FRA îl acuzase pe arhiepiscop că ar fi fost un agent sovietic. În ciuda condamnării membrilor federației, FRA a fost exonerată de orice implicare în asasinat.
În timpul celei de-a doua conflagrații mondiale, unii dintre organizației germane a FRA au considerat că pot ajuta la eliberarea Armeniei de sub stăpânirea sovietică sprijinindu-i pe naziști. Legiunea Armeană, formată în cea mai mare parte din prizonieri de război armeni din Armata Roșie, a fost condusă de Drastamat Kanayan. Legiunea Armeană a participat la ocupația Peninsulei Crimeea, dar au fost în cele din urmă mutați în Olanda și Franța datorită neîncrederii lui Hitler în loialitatea lor.
În deceniul al șaselea al secolului trecut au apărut tensiuni între FRA și RSS Armeană. Moartea catolicosului Garegin al Catolicosatului Ciliciei a declanșat lupta pentru succesiune. Adunarea Națională Ecleziastică, influențată puternic de FRA, l-a ales în funcția de Catolicos pe Zareh al Alepului. Această decizie nu a fost recunoscută de Catolicosul Tuturor Armenilor, de cei care se opuneau FRA și de autoritățile sovietice. Zareh și-a extins autoritatea administrative asupra unei largi părți a diasporei, adâncind prăpastia creată prin alegerea sa. Alegerea lui Zareh a divizat comunitatea armenească din Liban, până acolo încât au apărut ciocniri violente între sprijinitorii lui și cei care i se opuneau.
Conflictul religios nu era decât o parte a unui conflict mai amplu dintre cele două facțiuni ale diasporei armenești. Membrii FRA aveau încă resentimente pentru faptul că fuseseră alungați din Armenia în momentul în care Armata Roșie a preluat controlul asupra Caucazului, iar liderii federației sprijineau crearea unei „Armenii libere, independente și unite”, eliberată de stăpânirea sovietică și turcă. Partidul Social Democrat Hunchakian și Partidul Liberal Democrat Armean, principalii rivali ai FRA, au sprijinit puterea sovietică din Armenia.

### Liban
| 1943 | 1 | 1 | 1 |
| 1947 | 2 |   |   |
| 1951 | 2 |   |   |
| 1953 | 1 |   |   |
| 1957 | 2 |   |   |
| 1960 | 4 |   |   |
| 1964 | 4 |   |   |
| 1968 | 4 |   |   |
| 1972 | 1 |   |   |
| 1992 | 1 |   |   |
| 1996 | 1 |   |   |
| 2000 | 2 |   |   |
| 2005 | 2 |   |   |
| 2009 | 2 |   |   |

În perioada 1923 – 1958, partidele politice ale armenilor s-au luptat pentru a-și asigura dominația asupra diasporei. În 1926, luptele dintre FRA și partidul Hunchakian pentru controlul asupra Bourj Hammoud din Liban au dus la uciderea membrului FRA Vahan Vartabedian. Ca represalii au fost asasinați membrii Hunchakiani Mihran Aghazarian și S. Dekhrouhi. În 1956, când Zareh a fost consacrat drept Catolicos al Ciliciei, Catolicosul din Echmiadzin a refuzat să îi recunoască autoritatea. Această controversă a polarizat comunitatea armenească din Liban. Ca urmare, au izbucnit lupte armate între susținătorii (FRA) și contesatarii( (Hunchakian, Ramgavar) lui Zareh..
Mai înainte de izbucnirea Războiului Civil din Liban din 1975 – 1990, FRA a fost un aliat al Falangelor Libaneze al lui Pierre Gemayel. Refuzul FRA și a celor mai multe grupuri ale armenilor să joace un rol activ în războiul civil a răcit relațiile organizației cu Falangele, iar Forțele Libaneze (miliția dominată de falangiști, comandate de Bachir Gemayel, fiul lui Pierre Gemayel), a trecut la represalii, atacând cartierele armenești din aproape toate cartierele orașelor libaneze, inclusiv Bourj Hammoud. Numeroși armeni afiliați FRA au format la rândul lor miliții înarmate, pentru apărarea propriilor cartiere. În timpul războiului civil a apărut o organizație de gherilă numită „Comandourile Justițiare ale Genocidului Armean”, care s-a presupus că este controlată de FRA și s-a implicat într-o serie de asasinate în perioada 1975 – 1983.
Armenii din Liban au primit locuri în Parlamentul Libanului, din cele 128 existente. Ramura libaneză a FRA a obținut de cele mai multe ori majoritatea mandatelor destinate minorității armenești. În alegerile parlamentare din 2000 s-a produs o schimbare importantă. Conflictul apărut între FRA și Partidul Demnității al lui Rafik Hariri a făcut ca Federația să rămână cu un singur loc în parlament, cel mai prost rezultat pe mai multe decenii. FRA a făcut apel la boicotarea alegerilor din 2005. Relațiile federației cu celelalte partide s-au înrăutățit și mai mult când, la alegerile de pe 5 august pentru districtul Meth, care include cartierul predominant armenesc Bourj Hammoud, FRA a decis să îl sprijine pe Camille Khoury, candidatul sprijinit de partidul de opoziție Mișcarea Patriotică Liberă, și nu pe cel al Falangelor Libaneze. În cadrul alegerilor generale din 2009, FRA a primit două locuri în Parlament. Guvernul format în iunie 2011 a inclus și doi miniștri armeni, membri ai FRA.
Președintele Comitetului Central al FRA din Liban este în acest moment Hovig Mkhitarian. Sediul central al FRA din Liban este în cartierul Bourj Hammoud, în Shaghzoian Centre. Tot aici se află ziarul organizației, „Aztag Daily'” și postul de radio „Voice Of Van” .

## Armenia independentă

### Armenia
| Alegerile parlamentare |                             |                             |                             |                                                     |               |      |
| Anul                   | Lista de partid             | Lista de partid             | Lista de partid             | Mandate în alegeri directe în circumscripții /total | Total mandate | +/–  |
| Anul                   | Voturi                      | %                           | Mandate/total               | Mandate în alegeri directe în circumscripții /total | Total mandate | +/–  |
| 1990                   | Sistem fară liste de partid | Sistem fară liste de partid | Sistem fară liste de partid | 12 /259                                             | 12 /259       |      |
| 1995                   | Nu a participat             | Nu a participat             | Nu a participat             | 1 /150                                              | 1 /190        | ▼ 11 |
| 1999                   | 84.232                      | 7,8%                        | 5 /56                       | 3 /75                                               | 8 /131        | ▲ 7  |
| 2003                   | 134.849                     | 11,5%                       | 11 /56                      | 0 /75                                               | 11 /131       | ▲ 3  |
| 2007                   | 177.907                     | 13,2%                       | 16 /90                      | 0 /41                                               | 16 /131       | ▲ 5  |
| 2012                   | 85.550                      | 5,67%                       | 5 /90                       | 0 /41                                               | 5 /131        | ▼ 11 |

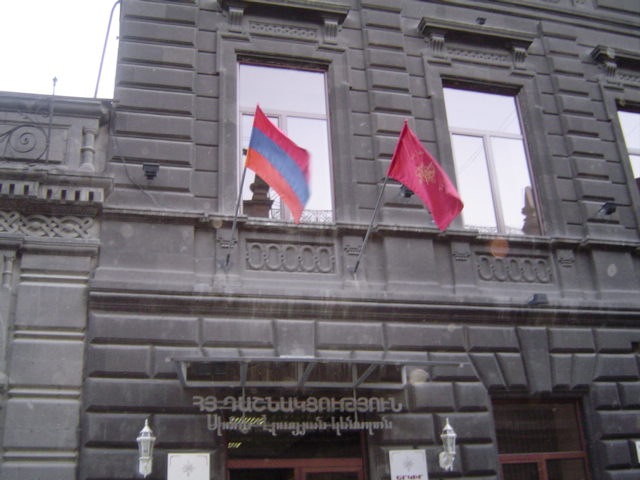
Sediul central al FRA din Erevan

FRA și-a menținut de-a lungul timpului linia politică a „Armeniei libere, independenten și unite” . Termenul “Armenia unită” se referă la teritoriul Armeniei cu granițele așa cum au fost recunoscute de președintele american Woodrow Wilson și de Tratatul de la Sèvres. După sovietizarea Armeniei în 1920, ramurile FRA din diaspora s-a opus dominației sovietice și s-a alăturat forțelor care militau pentru independența țării. FRA s-a implicat activ în crearea condițiilor pentru păstrarea și dezvoltarea identității naționale armenești. FRA nu a putut activa însă și pe teritoriul RSS Armenești, unde Dashnaktsutiun a fost interzisă până în 1991.
După obținerea independenței în 1991, FRA a devenit unul dintre cele mai importante și active partide din Armenia, având ca rival principal Mișcarea Națională Panarmeană. În 1994, președintele țării, Levon Ter-Petrosyan, a scos în afara legii FRA și ziarul de opoziție Yerkir. Ter-Petrosyan a afirmat că FRA a organizat un complot pentru răsturnarea prin acțiuni teroriste a puterii legitime în stat, ceea ce ar fi pus în primejdie securitatea națională. În seara zilei de 28 decembrie, forțele de securitate au arestat activiștii de frunte ai FRA, iar poliția a confiscat computere, faxuri și documente din birourile organizațiilor Dashnaktsutiun. În afară de ziarul Yerkir, guvernul a oprit apariția mai multor publicații culturale, pentru femei și timenri. Au fost arestați 31 de presupuși complotiști, membri ai așa-numitului „Grup Dro” (după numele Comitetului Dro, care ar fi organizat complotul antistatal).
Gerard Libaridyan, un istoric și consilier al lui Ter-Petrosyan, a fost cel care a adunat și prezentat dovezile împotriva complotiștilor. Într-un interviu pe care l-a dat mai târziu, el a recunoscut că în momentele acele chiar el nu era convins că dovezile sunt reale, și a admis că partidul a fost interzis pentru a-l împiedica să câștige alegerile din iulie 1995. La câteva luni după alegerile din 1995, cei mai mulți dintre presupușii complotiști au fost declarați nevinovați, dar câțiva dintre ei au fost condamnați pentru afaceri ilicite. După demisia lui Ter-Petrosian și venirea la putere a lui Robert Kocharyan, FRA a ieșit din ilegalitate.
Începând din 2007, FRA a cooperat cu coaliția guvernamentală, fară a fi mebră a coaliției. Cu 16 din cele 131 de locuri din Parlament, FRA era cel mai important partid de orientare socialistă din Adunarea Națională și al treilea partid ca mărime din Parlament.
| Alegerile prezidențiale |                    |                 |                 |                 |
| Anul                    | Candidatul         | Voturi          | %               | Poziția         |
| 1991                    | Sos Sargsyan       |                 | 4,3%            | 3               |
| 1996                    | Nu a participat    | Nu a participat | Nu a participat | Nu a participat |
| 1998                    | Nu a participat    | Nu a participat | Nu a participat | Nu a participat |
| 2003                    | Nu a participat    | Nu a participat | Nu a participat | Nu a participat |
| 2008                    | Vahan Hovhannisyan | 100.966         | 6,2%            | 4               |

FRA a trimis mai mulți reprezentanți în guvern: ministrul agriculturii, Davit Lokian;, ministrul educației și științei, Levon Mkrtchian;, ministrul muncii și afacerilor sociale, Aghvan Vardanian; și ministrul sănătății, Norair Davidian.. Pe 13 iulie 2007, FRA a inaugurat un muzeu al partidului în Erevan.
În 2007, FRA a anunțat că își va nominalize propriul candidat pentru postul de președinte al Armeniei. Federația a inițiat în premieră pentru Armenia alegerile naționale preliminare ale candidatului partidului. Publicul a fost invitat să aleagă un candidat dintre Vahan Hovhannisyan și Armen Rustamyan, care să participle la alegerile prezindențiale din partea partidului. Această inițiativă nu a fost o sondaj de opinie ci a avut caracter de alegeri preliminare deoarece acțiunea a fost cunoscută de opinia publică, au fost invitați să participe toți cetățenii cu drept de vot, iar votul a fost secret. Aproximativ 300.000 de oameni participat la votul organizat în corturi și în urne de vot mobile. Vahan Hovhannisyan a primit cele mai multe voturi și a fost numit de aceea a fost numit prin votul secret al Consiliului Suprem al FRA candidatul partidului pentru alegeri. Hovhannisyan s-a plasat pe locul patru în cadrul alegerilor prezidențiale, cu 6,2% dintre voturi. În 2008, FRA a reintrat în coaliția guvernamentală  și a sprijinit acțiunile în forță ale poliției împotriva protestatarilor antiprezidențiali. În timpul acestor demonstrații au murit 10 persoane. În anul următor, partidul a reintrat în opoziție, dar relațiile politice cu celelalte partide nonguvernamentale au rămas reci. În cadrul alegerilor din 2012, FRA a câștigat 6 mandate, 5 pe lista de partid și unul prin vot direct în circumscripții.

### Nagorno-Karabah
| Alegerile parlamentare |                |                |                |                                                     |               |     |
| Anul                   | Lista de patid | Lista de patid | Lista de patid | Mandate în alegeri directe în circumscripții /total | Total mandate | +/– |
| Anul                   | Vouri          | %              | Mandate/total  | Mandate în alegeri directe în circumscripții /total | Total mandate | +/– |
| 1995                   |                |                | /              | /                                                   | /33           |     |
| 2000                   |                | %              | /              | /                                                   | 9 /33         | ▲   |
| 2005                   | 14.534         | 24,4%          | /              | /                                                   | 3 /33         | ▼ 6 |
| 2010                   | 12.725         | 19,1%          | 4 /17          | 2 /16                                               | 6 /33         | ▲ 3 |

După sovietizarea Caucazului sudic, guvernul central a hotărât în 1923 să înființeze Oblastul Autonom Nagorno-Karabah în cadrul RSS Azerbaidjane . În anii de dinaintea prăbușirii URSS, FRA a înființat o filială în Nagorno-Karabah. În ianuarie 1991, Dashnaktsutiun a câștigat alegerile parlamentare și a condus regiunea de-a lungul întregii perioade a Războiului din Nagorno-Karabah . Dashnakii au sprijinit în mod activ năzuințele armenilor din regiune pentru obținerea independenței (Artsakh, după cum o numesc armenii). FRA a sprijinit armata din Nagorno-Karabah prin trimiterea de voluntari și asigurarea aprovizionării cu arme, muniții, ajutor medical și sprijin moral și mediatic . Șamil Basaev, liderul cecenilor musulmani, a trimis la rândul lui voluntari în regiune împotriva armenilor creștini. FRA nu a participat la următoarele alegeri parlamentare, dar a participat la cele din 1999, câștigând 9 din cele 33 de mandate ale Adunării Naționale din Nagorno-Karabah.. La alegerile din 2005, Dashnaktsutiun s-a aliat cu Mișcarea 88 și a câștigat 3 din cele 33 de mandate ale parlamentului local.

## Ideologia și obiective
Vedeți și: Armenia Mare (concept politic)

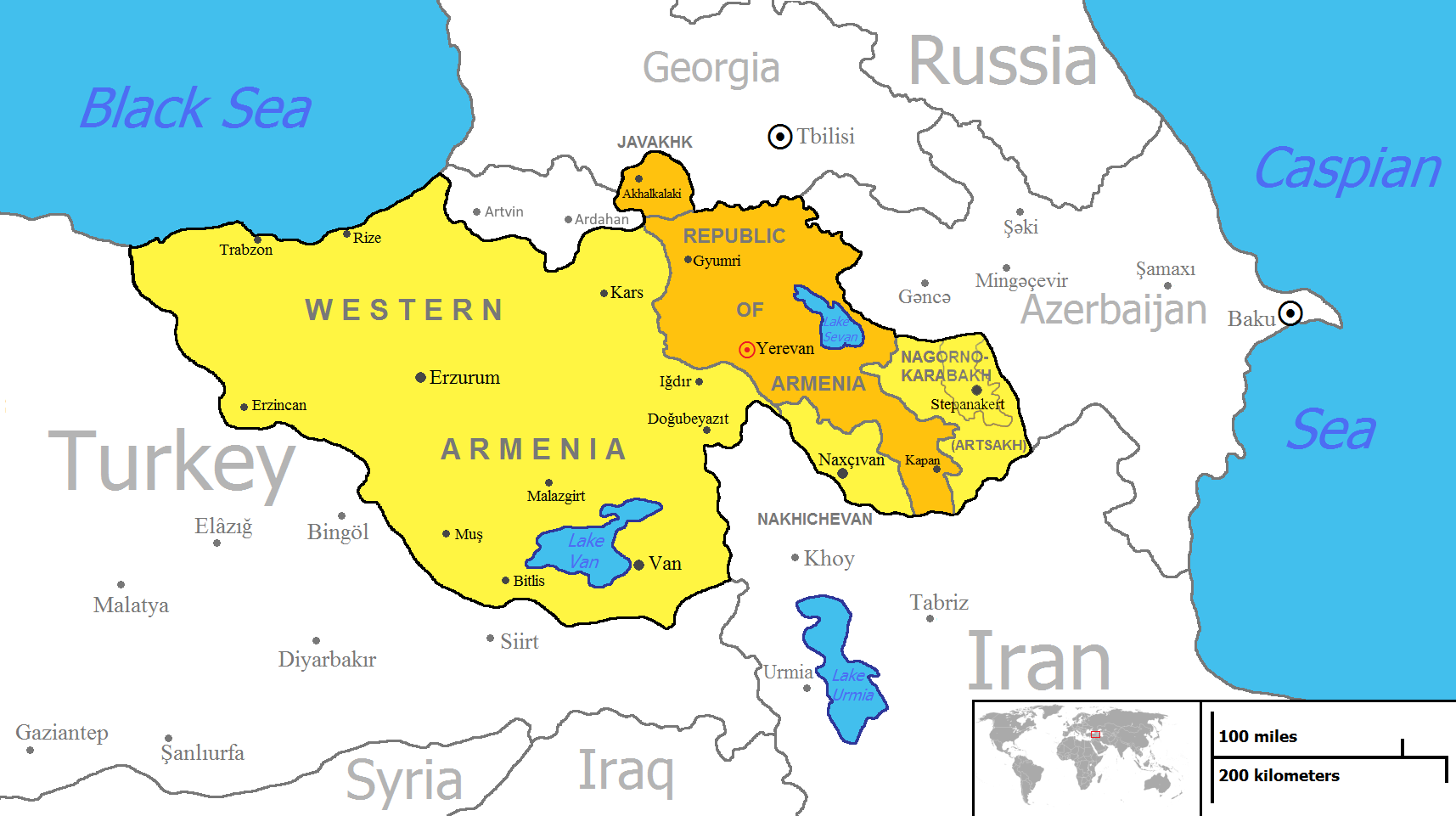
Conceptul modern al Armeniei Unite, așa cum este folosit de FRA

Fondatorii principali ai Federației Revoluționare Armene au fost de orientare socialistă, iar elementele marxiste erau omniprezente în secțiunea introductivă a primului program al partidului, cunoscut ca „Teoria generală” . FRA și-a fixat primele obiective politice și ideologice în timpul regimului sultanului Abdul Hamid al II-lea. Partidul denunța regimul otoman și reclama condițiile de viață greu de suportat ale armenilor, susținând necesitatea schimbării regimului politic, pentru asigurarea unor drepturi largi populației armenești prin intermediul luptei revoluționare și armate. FRA a avut și mai are în continuare influențe socialiste în cadrul filozofiei sale politice. Programul său exprimă alianța diferitelor forțe revoluționare armene care au fondat mișcarea.
În ciuda modificărilor apărute de-a lungul timpului, principiile și orientările inițiale continuă să caracterizeze ideologia Dashnaktsutiun și există o serie de probleme a căror abordare nu s-a schimbat. În ultimele decenii, FRA și-a remodelat principiile ideologice și și-a remodelat secțiunea din program cunoscută ca „Teorita Generală”, adaptând-o la conceptele moderne ale socialismului, democrației și dreptului la autodeterminare.
Obiectivele FRA sunt:
- Crearea unei Armenii libere, independente și unite. Frontierele Armeniei Unite ar trebui să includă teritoriile atribuite Armeniei prin Tratatul de la Sèvres, dar și regiunile Artsakh, Javakheti și Naxcivan [9].
- Condamnarea internațională a genocidului comis de otomani împotriva armenilor, retrocedarea teritoriilor ocupate și dreapta reparație pentru națiunea armeană [9].
- Reîntoarcerea expatriaților armeni pe teritoriul Armeniei Unite[9].
- Întărirea statalității Armeniei, democratizarea țării, guvernarea conform principiilor moderne, apărarea bunăstării economicie a populației și a dreptății sociale și crearea unei republici democrate, libere și socialiste[9].

FRA a fost acuzată deseori că nu a prezentat o strategie care să difere de cea utilizată în timpul Imperiului Otoman. Tactica partidului vizează încă să convingă guvernele occidentale și cercurile diplomatice să sprijine obiectivele sale.
În 1907, Dashnaktsutiun s-a alăturat celei de-a doua Internaționale (socialistă) și a rămas membru al organizației până la dizolvarea acesteia în timpul Primului Război Mondial . FRA s-a alăturat mai târziu Internaționalei Socialiste, al cărei membru a rămas până în 1960, când a hotărât să se retragă. În 1996, FRA a redevenit membru cu drepturi depline a Internaționalei Socialiste.
Partidul a fost de asemenea membru al Internaționalei Muncitorească Socialistă între 1923 - 1940.
Membrul Federației Revoluționare Armene este numit Dashnaktsakan sau Tashnagtsagan. De asemenea, membrii federației folosesc apelativul „tovarăș” (Ընկեր - Unger pentru bărbați și Ընկերուհի - Ungerouhi pentru femei)..

## Organizații afiliate
FRA este considerată cea mai importantă organizație a diasporei armenești, care a înfiinat numeroase școli, centre comunitare, grupuri de cercetași sau sportive, asociații de întraajutorare, tabere și grupuri pentru tineri în întreaga lume precum Comitetul Armean Național al Americii, Societatea Armeană de Ajutor, Uniunea Atletică Generală Armeană, Fundația Culturală Hamazkayin și altele. Organizația de tineret a FRA este Federația Tineretului Armean, care militează pentru educarea tineretului din diaspora în spiritul cauzei politice Dashnaktsutiun și național armene. Comitetul Armean Național al Americii și Comitetul Armean Național al Canadei au jucat un rol major în campania de recunoaștere al Genocidului Armean în America de Nord. Organizațiile studențești „Shant Student Association” și „Armen Karo Student Association” sunt singurele astfel de organisme care acceptă membri pe criterii etnice.

## Mijloace de informare în masă
FRA publică 11 ziare în întreaga lume: 7 săptămânale și 4 cotidiene. De asemenea, controlează două posturi TV, unul online, și două posturi de radio, unul online. 
| Nume            | În armeană  | Tip                  | Fondare | Locație                      | Limbă                      | Tiraj | Website                   |
| --------------- | ----------- | -------------------- | ------- | ---------------------------- | -------------------------- | ----- | ------------------------- |
| Yerkir          | Երկիր       | săptămânal           | 1991    | Erevan, Armenia              | armeană                    |       | www.yerkir.am             |
| Yerkir Media    | Երկիր Մեդիա | post de televiziune  | 2003    | Erevan, Armenia              | armeană                    | —     | www.yerkirmedia.am        |
| Aparaj          | Ապառաժ      | săptămânal           |         | Stepanakert, Nagorno-Karabah | armeană                    |       | www.aparaj.nk.am          |
| Alik            | Ալիք        | cotidian             | 1931    | Teheran, Iran                | armeană                    | 4.350 | www.alikonline.com        |
| Housaper        | Յուսաբեր    | cotidian             | 1913    | Cairo, Egipt                 | armeană                    | 250   |                           |
| Aztag           | Ազդակ       | cotidian             | 1927    | Beirut, Liban                | armeană                    |       | www.aztagdaily.com        |
| Voice of Van    | Վանայ Ձայն  | post de radio        | 1927    | Beirut, Liban                | armeană                    | —     | www.voiceofvan.net        |
| Asbarez         | Ասպարեզ     | cotidian             | 1908    | Los Angeles, SUA             | armeană, engleză           |       | www.asbarez.com           |
| Hairenik        | Հայրենիք    | săptămânal           | 1899    | Watertown, SUA               | armeană                    |       | www.hairenikweekly.com    |
| Armenian Weekly |             | săptămânal           | 1934    | Watertown, MA, United States | engleză                    |       | www.armenianweekly.com    |
| Horizon         | Հորիզոն     | săptămânal           | 1979    | Montreal, Canada             | armeană, engleză, franceză |       | www.horizonweekly.ca      |
| Horizon TV      |             | televizune online    |         | America de Nord              | armeană, engleză           | —     | www.horizonarmeniantv.com |
| Artsakank       | Արձագնագ    | săptămânal           |         | Nicosia, Cipru               | armeană, engleză           |       | www.artsakank.com.cy      |
| Azat Or         | Ազատ Օր     | săptămânal           |         | Atena, Grecia                | armeană, greacă            |       | www.azator.gr             |
| Azat Alik       | Ազատ Ալիք   | post de radio online |         | Grecia                       | armeană                    | —     | www.azatalik.gr           |

## Resurse internet
- Official web site - Armenian Revolutionary Federation
- Official English language site - Armenian Revolutionary Federation - Dashnaktsutyun (Armenian Socialist Party)
- Armenian Revolutionary Federation Shant Student Association Arhivat în 25 iulie 2008, la Wayback Machine.
- Armenian Revolutionary Federation Archives Institute